# Stjärnkusken
Stjärnkusken är ett TV-program på TV4 som går ut på att kändisar ska bevisa vem som är den bästa travkusken. Programmet hade premiär 2015 med Jessica Almenäs som programledare. Andra säsongen sändes 2017 med Linda Lindorff som programledare. Varje vecka elimineras en deltagare tills en vinnare utses i ett stort travlopp inför åskådare. Till sin hjälp har de tävlande de två framstående kuskarna Erik Adielsson och Jennifer Tillman som tränar dem.

## Säsonger

### Säsong 1
I den första säsongen var Jessica Almenäs programledare. Säsongen sändes mellan 26 juni 2015 till 31 juli 2015.
De tävlande i programmet var Patrik Sjöberg, Cecilia Ehrling, Kee Marcello, Ellen Bergström, Petra Tungården, Camilla Henemark, Behrang Miri och Zimzon Lelo.
Kee Marcello vann första säsongen. 

### Säsong 2
I den andra säsongen var Linda Lindorff programledare. Säsongen sändes mellan 26 januari 2017 till 2 mars 2017.
De tävlande i programmet är Erica Johansson, Runar Søgaard, Regina Lund, Saga Scott, Lennart "Hoa-Hoa" Dahlgren, Simon Zion och Cecilia Benjaminsson.
Simon Zion vann säsongen. 